# Шиловський (Калманський район)
Ши́ловський (рос. Шиловский) — селище у складі Калманського району Алтайського краю, Росія. Входить до складу Шиловської сільської ради.

## Населення
Населення — 48 осіб (2010; 64 у 2002).
Національний склад (станом на 2002 рік):
- росіяни — 97 %